# Tahith Chong
Tahith Chong (Willemstad, 1999. december 14. –) Curaçao-i származású holland utánpótlás-válogatott labdarúgó, a Luton Town játékosa.

## Pályafutása

### Klubcsapatokban
Tahith Chong Curaçao-ban született, és tíz évesen került a Feyenoord akadémiájára, ahonnan 2016-ban szerződtette a Manchester United. Kezdetekben a klub korosztályos csapataiban játszott, pályára lépett a 2016–17-es FA Youth Cup-ban, a sorozatban egy gólt szerzett. A szezon során keresztszalag-szakadást szenvedett, ezért hosszabb kihagyásra kényszerült. A 2017–18-as idény végén megkapta a klub legjobb utánpótlás játékosának járó Jimmy Murphy-díjat.
Chong a Manchester United első csapatában 2019. január 5-én mutatkozott be az FA-kupában. A Reading ellen 2–0-ra megnyert mérkőzésen csereként állt be a 61. percben Juan Mata helyére.
A Premier League-ben 2019. március 2-án mutatkozott be. A Southampton elleni bajnokin Marcus Rashford helyére állt be a 95. percben. Március 6-án a Paris Saint-Germain elleni nyolcaddöntős párharc visszavágóján a Bajnokok Ligájában is pályára léphetett; a 80. percben állt be csereként a 3–1-re megnyert találkozón. 2020. március 3-án meghosszabbította a szerződését 2020 nyaráig.
A szezon végén az év legjobbjának választották korosztályában, és megkapta a Jimmy Murphy-díjat, amit a klub legjobb utánpótláskorú játékosa vehet át minden évben a Manchester Unitednél. Ő lett Giuseppe Rossi után az első játékos, aki egymást követő évben mindkét elismerést megkapta.
2020 augusztusában a német Werder Bremen játékosa lett egy évre, kölcsönbe.
Szeptember 12-én, a Német Kupa 1. fordulójában debütált a Werderben a Carl Zeiss Jena ellen 2–0-ra megnyert mérkőzésen, ahol ő szerezte csapata második gólját. 2021. január 31-én kölcsönszerződése megszűnt a német csapatnál, majd a Manchester United egyből kölcsönadta a Club Brugge-nek. Négy nappal később, az Olsa Brakel elleni kupamrkőzésen mutatkozott be a csapatban.
2021. július 9-én az angol másodosztályú Birmingham City vette kölcsön a 2021-2022-es idény végéig. November 2-án visszatért a Manchester Unitedhez, miután a birminghami kölcsönidőszaka alatt ágyéksérülést szenvedett. 2022. szeptember 1-jén hivatalossá vált, hogy a Birmingham City végleg megszerezte a játékjogát.
2023. július 14-én aláírt a Premier League-be frissen feljutott Luton Townhoz.

### A válogatottban
Chong Curaçaóban született és szülei révén kínai származású. A holland korosztályos csapattal szerepelt a 2016-os U17-es labdarúgó-Európa-bajnokságon, ahol az elődöntőben a portugáloktól szenvedtek vereséget. A torna során egy gólt szerzett, a svédek elleni negyeddöntőben.

## Statisztika

### Klubcsapatokban
| Klub                         | Szezon           | Liga               | Liga  | Liga | Kupa  | Kupa | Ligakupa | Ligakupa | Nemzetközi | Nemzetközi | Egyéb | Egyéb | Összesen | Összesen |
| Klub                         | Szezon           | Bajnokság          | Mérk. | Gól  | Mérk. | Gól  | Mérk.    | Gól      | Mérk.      | Gól        | Mérk. | Gól   | Mérk.    | Gól      |
| ---------------------------- | ---------------- | ------------------ | ----- | ---- | ----- | ---- | -------- | -------- | ---------- | ---------- | ----- | ----- | -------- | -------- |
| Manchester United            | 2018–19          | Premier League     | 2     | 0    | 1     | 0    | 0        | 0        | 1          | 0          | —     | —     | 4        | 0        |
| Manchester United            | 2019–20          | Premier League     | 3     | 0    | 2     | 0    | 1        | 0        | 6          | 0          | —     | —     | 12       | 0        |
| Manchester United            | 2020–21          | Premier League     | 0     | 0    | 0     | 0    | 0        | 0        | 0          | 0          | —     | —     | 0        | 0        |
| Manchester United            | Összesen         | Összesen           | 5     | 0    | 3     | 0    | 1        | 0        | 7          | 0          | —     | —     | 16       | 0        |
| Manchester United U21        | 2019–20          | —                  | —     | —    | —     | —    | —        | —        | —          | —          | 4     | 2     | 4        | 2        |
| Werder Bremen (kölcsönben)   | 2020–2021        | Bundesliga         | 13    | 0    | 2     | 1    | —        | —        | —          | —          | —     | —     | 15       | 1        |
| Club Brugge (kölcsönben)     | 2020–2021        | Belga első osztály | 10    | 0    | 3     | 1    | —        | —        | 0          | 0          | —     | —     | 13       | 1        |
| Birmingham City (kölcsönben) | 2021–2022        | Championship       | 20    | 1    | 0     | 0    | 0        | 0        | —          | —          | —     | —     | 20       | 1        |
| Birmingham City              | 2022–2023        | Championship       | 38    | 4    | 3     | 0    | —        | —        | —          | —          | —     | —     | 41       | 4        |
| Luton Town                   | 2023–24          | Premier League     | 29    | 4    | 4     | 1    | 1        | 0        | —          | —          | —     | —     | 34       | 5        |
| Karrier összesen             | Karrier összesen | Karrier összesen   | 115   | 9    | 15    | 3    | 2        | 0        | 7          | 0          | 4     | 2     | 143      | 14       |

## Sikerei, díjai

### Klub
- Club Brugge
  - Belga bajnok: 2020–21[19]

### Egyéni
- Jimmy Murphy-díj: 2017–18[20]
- Denzil Haroun-díj: 2018–19[21]
- Premier League 2, a hónap játékosa: 2019 december[22]
- Luton Town – A szezon gólja: 2023–2024